# Adolfo Tito Yllana
Adolfo Tito Camacho Yllana (* 6. února 1948, Naga) je filipínský katolický kněz, biskup a vatikánský diplomat, který je od roku 2021 apoštolským nunciem v Izraeli, apoštolským delegátem v Palestině a Jeruzalémě a apoštolským nunciem na Kypru.

## Stručný životopis
Po studiích v semináři ve svém rodném městě Naga přijal v roce 1972 kněžské svěcení a byl poslán na studia do Říma, kde získal doktorát z obojího práva na Papežské lateránské univerzitě a byl formován v Papežské církevní akademii. V roce 1984 vstoupil do diplomatických služeb Svatého Stolce a po službě v Ghaně, na Srí Lance, v Turecku, Libanonu, Maďarsku a na Tchaj-wanu jej v roce 2001 papež Jan Pavel II. jmenoval titulárním arcibiskupem v Montecorvinu a apoštolským nunciem v Papui Nové Guineji. V roce 2002 se stal nunciem také na Šalomounových ostrovech, v letech 2006 - 2010 byl nunciem v Pákistánu, v letech 2010 - 2015 nunciem v Konžské demokratické republice a v letech 2015 - 2021 nunciem v Austrálii.
Papež František jej 3. června 2021 jmenoval apoštolským nunciem v Izraeli, apoštolským delegátem v Palestině a Jeruzalémě a apoštolským nunciem na Kypru. Dne 14. září 2021 předal kredenciální listiny izraelskému prezidentovi a dne 30. října 2021 vykonal svůj slavnostní vstup do baziliky Božího hrobu.